# 2017-18シーズンのロサンゼルス・レイカーズ
2017-18シーズンのロサンゼルス・レイカーズは、レイカーズのフランチャイズとしては70シーズン、NBAでは69シーズン、ロサンゼルス移転後58回目のシーズン（レイカーズはミネソタ州ミネアポリスからロサンゼルスに移転した）。
2017年9月12日、ゴールデンステート・ウォリアーズ戦にてレイカーズはコービー・ブライアントが現役時に着用していた背番号『8』と『24』を永久欠番に認定すると発表した。同年12月18日、レイカーズの本拠地・ステイプルズ・センターにおいてNBA史上初となる二種類の背番号の永久欠番セレモニーが行われた。

## ドラフト
| 巡 | 指名順 | 選手名                 | ポジション | 国籍           | 出身校など       |
| -- | ------ | ---------------------- | ---------- | -------------- | ---------------- |
| 1  | 2      | ロンゾ・ボール         | PG         | アメリカ合衆国 | UCLA             |
| 1  | 27     | カイル・クーズマ       | SF         | アメリカ合衆国 | ユタ大学         |
| 1  | 30     | ジョシュ・ハート       | SG         | アメリカ合衆国 | ビラノバ大学     |
| 2  | 42     | トーマス・ブライアント | PF/C       | アメリカ合衆国 | インディアナ大学 |

## 順位
|                            | \| ウェスタン・カンファレンス \| \| \| \| \| \| \| \| パシフィック・ディビジョン \| \| \| \| \| \| \| \| DR \| CR \| チーム \| チーム \| 勝 \| 敗 \| PCT \| \| 1 \| 2 \| GSW \| ゴールデンステート・ウォリアーズ \| 58 \| 24 \| 0.707 \| \| 2 \| 10 \| LAC \| ロサンゼルス・クリッパーズ \| 42 \| 40 \| 0.512 \| \| 3 \| 11 \| LAL \| ロサンゼルス・レイカーズ \| 35 \| 47 \| 0.427 \| \| 4 \| 12 \| SAC \| サクラメント・キングス \| 27 \| 55 \| 0.329 \| \| 5 \| 15 \| PHO \| フェニックス・サンズ \| 21 \| 61 \| 0.256 \| |        |                                  |    |    |       |
| ウェスタン・カンファレンス | |        |                                  |    |    |       |
| パシフィック・ディビジョン | |        |                                  |    |    |       |
| DR                         | CR | チーム | チーム                           | 勝 | 敗 | PCT   |
| 1                          | 2 | GSW    | ゴールデンステート・ウォリアーズ | 58 | 24 | 0.707 |
| 2                          | 10 | LAC    | ロサンゼルス・クリッパーズ       | 42 | 40 | 0.512 |
| 3                          | 11 | LAL    | ロサンゼルス・レイカーズ         | 35 | 47 | 0.427 |
| 4                          | 12 | SAC    | サクラメント・キングス           | 27 | 55 | 0.329 |
| 5                          | 15 | PHO    | フェニックス・サンズ             | 21 | 61 | 0.256 |

- DR = ディビジョン順位
- CR = カンファレンス順位
- PCT = 勝率
- 太字 = ディビジョンリーダー

## 主な移籍

### トレード
| 2017年6月22日 | ロサンゼルス・レイカーズへブルック・ロペス カイル・クーズマ                                      | ブルックリン・ネッツデアンジェロ・ラッセル ティモフェイ・モズコフ               |
| 2017年6月22日 | ロサンゼルス・レイカーズへジョシュ・ハート トーマス・ブライアント                                | ユタ・ジャズトニー・ブラッドリー                                                |
| 2018年2月8日  | ロサンゼルス・レイカーズへ2018年のNBAドラフト1巡目指名権 アイザイア・トーマス チャニング・フライ | クリーブランド・キャバリアーズジョーダン・クラークソン ラリー・ナンス・ジュニア |

### フリーエージェント

#### 再契約
| 契約日        | 選手             | 契約内容     | 参照  |
| ------------- | ---------------- | ------------ | ----- |
| 2017年7月26日 | タイラー・エニス | 2年310万ドル | [ 5 ] |

#### 入団選手
| 選手                                 | 契約内容      | 前所属                           | 参照  |
| ------------------------------------ | ------------- | -------------------------------- | ----- |
| ケンタビオス・コールドウェル＝ポープ | 1年1800万ドル | デトロイト・ピストンズ           | [ 6 ] |
| アレックス・カルーソ                 | 2ウェイ契約   | オクラホマシティ・ブルー         | [ 7 ] |
| ヴァンデル・ブルー                   | 2ウェイ契約   | ロサンゼルス・ディーフェンダーズ | [ 8 ] |
| アンドリュー・ボーガット             | 1年230万ドル  | クリーブランド・キャバリアーズ   |       |
| ゲイリー・ペイトン2世                | 2ウェイ契約   | ミルウォーキー・バックス         |       |
| ナイジェル・ヘイズ                   | 10日間契約    | ウェストチェスター・ニックス     |       |
| アンドレ・イングラム                 | 10日間契約    | サウスベイ・レイカーズ           |       |

#### 退団選手
| 選手                     | 契約内容       | 去就先                               | 参照   |
| ------------------------ | -------------- | ------------------------------------ | ------ |
| タリク・ブラック         | 解雇           | ヒューストン・ロケッツ               | [ 9 ]  |
| ニック・ヤング           | 1年520万ドル   | ゴールデンステート・ウォリアーズ     | [ 10 ] |
| デイビッド・ヌワバ       | 解雇           | シカゴ・ブルズ                       | [ 11 ] |
| メッタ・ワールド・ピース | 制限なしFA     | その後引退                           |        |
| トーマス・ロビンソン     | 制限なしFA     | BCヒムキ                             |        |
| アンドリュー・ボーガット | 解雇           |                                      |        |
| ヴァンデル・ブルー       | 解雇           | オーキリウム・パラカネストロ・トリノ |        |
| ナイジェル・ヘイズ       | 10日間契約失効 | ウェストチェスター・ニックス         |        |